# Ulsan
Ulsan (korejski: 울산시) sedmi je po veličini metropolitanski grad u Južnoj Koreji sa stanovništvom od preko 1,1 milijuna stanovnika. Smješten je na jugoistoku zemlje, susjedno Busanu na jugu i okrenut prema Gyeongju na sjeveru.
Ulsan je industrijska snaga Južne Koreje. Ima najveću svjetsku tvornicu za sklapanje automobila kojom upravlja Hyundai; najveće brodogradilište na svijetu, kojim upravlja Hyundai Heavy Industries; i treću najveću rafineriju nafte na svijetu, u vlasništvu tvrtke SK Energy. Ulsan je 2017. imao BDP po stanovniku od 65.093 američkih dolara, najveći od bilo koje regije u Južnoj Koreji.

## Povijest
Kameni alati pronađeni na arheološkom nalazištu Mugeo-dong Ok-hyeon ukazuju na to da su Ulsan ljudi naseljavali barem još u doba paleolitika. Ostala otkrića ukazuju na ljudsko naselje u neolitiku. Ulsan također sadrži značajan broj gradskih ostataka iz brončanog doba. Za vrijeme konfederacije Jinhan, Ulsan je bio mjesto za vađenje i proizvodnju željeza. U kasnijem razdoblju Sile, Ulsan je služio kao važna luka za ekonomsko središte Gyeongju-a i vjerojatno je vidio uvoz luksuzne perzijske robe poput srebra, stakla i paunovih repova.
Zapisi iz dinastije Joseon pokazuju da je Ulsan razvijen kao brodogradilište već 1642.

## Gospodarstvo
Kao središte industrijske četvrti Ulsan, grad je korporativna baza multinacionalnog konglomerata Hyundai. Do 1962. godine Ulsan je bio ribarska luka i tržišno središte. Kao dio prvog petogodišnjeg gospodarskog plana Južne Koreje, Ulsan je postao otvorena luka. Pored toga, vlada je odredila Ulsan kao Posebnu industrijsku četvrt, što je potaknulo razvoj glavnih industrijskih postrojenja i tvornica: rafinerija nafte, tvornice gnojiva, ovdje je bila razvijena automobilska proizvodnja i teška industrija. Brodsku graditeljsku luku Bangeojin grad je pripojio 1962. godine.

## Sport
Grad je domaćin nogometnog kluba Ulsan Hyundai FC, koji igra u K League 1. Nakon FIFA-inog svjetskog prvenstva 2002. preselili su se sa svog nekadašnjeg stadiona u Jung-guu, koji je danas općinsko tlo, na stadion Munsu, koji je bio domaćin nekoliko utakmica tijekom Svjetskog prvenstva 2002. godine. Ulsan je bio dom druge nogometne momčadi, Ulsan Hyundai Mipo Dolphin FC, koja je igrala u Korejskoj nacionalnoj ligi do 2016. godine, kada je raspuštena.